# .pt
.pt là tên miền quốc gia cấp cao nhất (ccTLD) của Bồ Đào Nha và được quản lý bởi Fundação para a Computação Científica Nacional (FCCN).
Nó có những tên miền cấp 2 sau:
- .com.pt: không giới hạn; đăng ký trực tuyến
- .edu.pt: giáo dục
- .gov.pt: Chính phủ Bồ Đào Nha
- .int.pt: tổ chức quốc tế hoặc đặc mệnh ngoại giao tại Bồ Đào Nha
- .net.pt: nhà cung cấp viên thông
- .nome.pt: cá nhân (nome là tiếng Bồ Đào Nha cho tên)
- .org.pt: Tổ chức phi lợi nhuận
- .publ.pt: các ấn bản (như báo chí)

Từ ngày 1 tháng 7 2005, những ký tự đặc biệt như ç, é, õ đã hỗ trợ trong tên miền.
Ngoài.gov.pt, các tên miền con của Bồ Đào Nha rất ít người dùng, vì nhiều người đã đăng ký tên miền.pt trước khi có các tên miền con mới. Nhiều công ty, cao đẳng và người thường vẫn thích sử dụng.pt vì khó lấy (khả năng bị dính liên kết spam thấp) và dễ nhớ hơn. Cũng có sự không ổn định: ví dụ, trang web Ministério dos Negócios Estrangeiros (Bộ Ngoại giao) không phải là www.mne.gov.pt, mà là www.min-nestrangeiros.pt. Tuy nhiên, tên miền con.com.pt được thúc đẩy mạnh mẽ bởi nhà đăng ký, và hiện có một số lượng lớn đăng ký. Những tên khác như.nome.pt vẫn chưa phổ biến.
Trong những năm đầu, FCCN cố gắng quản lý tên miền.pt sử dụng các luật nghiêm ngặt, đã được điều chỉnh một số lần. Lượng tên miền trước đó đã được đăng ký nhưng không thể đăng ký dưới các luật mới cập nhật dẫn đến các vụ tranh tụng với cơ quan quản lý tên miền. Khi tình hình không thể kiểm soat, FCCN cố gắng đưa ra tên miền con như.com.pt. Tuy nhiên, vì việc đăng ký trực tiếp dưới.pt vẫn còn, người dùng vẫn thích nó hơn.